# Беле, Анна
Анна Беле (швед. Anna Charlotta Behle; 9 августа 1876, Стокгольм — 2 октября 1966) — шведская танцовщица, хореограф, основатель школы танца. Внесла большой вклад в развитие свободного танца в Швеции.

## Биография
Анна Беле родилась в 1876 году в Стокгольме. Её родители не состояли в браке, и Анна воспитывалась в приёмной семье. Тем не менее она получила хорошее образование: с ранних лет училась музыке и пению в Уппсале, а в 1896 году получила специальность органистки в Стокгольме. Затем, в 1898 году, она поступила в Королевскую консерваторию, где училась вокалу и игре на фортепиано. Кроме того, в течение некоторого времени Анна училась в Париже у таких преподавателей вокала, как Эжен Крости и Эмиль Вартель.
В 1906 году Анна увидела в Стокгольме выступление Айседоры Дункан, которое произвело на неё огромное впечатление и заставило её поменять профессию. В том же году она, вместе со своей подругой Луизой Викстрём, тренером по гимнастике, отправилась в Берлин, чтобы учиться в школе Дункан. Затем они поехали в Женеву, где учились у создателя ритмической гимнастики Эмиля Жака-Далькроза. Позднее, в 1911 году, Анна Беле получила в школе Далькроза диплом преподавателя танца.
В 1907 году Анна Беле и Луиза Викстрём основали школу, ставшую известной как Anna Behle’s Plastikinstitut. В ней преподавались свободный танец в стиле Дункан и ритмическая гимнастика по методике Далькроза. В число учеников школы входили члены королевской семьи: принцесса Ингрид и принц Бертиль. Хотя целью обучения было общее физическое и художественное развитие, а не подготовка профессиональных танцовщиков, многие ученики Анны Беле стали впоследствии профессионалами танца, в том числе сёстры Габо и Жанна Фальк, а также Мэгги Грипенберг.
Помимо работы в собственной школе, Анна Беле также преподавала сценическое движение в школе при Королевской опере, а также ритмическую гимнастику и сольфеджио в Консерватории. В 1933 году она была награждена Медалью литературы и искусств. С 1935 по 1951 год Беле работала преподавателем вокала в Мальмё.
Анна Беле умерла в 1966 году.